# Urluli (Ort)
Urluli ist ein osttimoresischer Ort in der Gemeinde Liquiçá. Das Dorf im Norden der Aldeia Urluli liegt in der Mitte einer Kette von Siedlungen auf einem Bergrücken im Süden des Sucos Leorema (Verwaltungsamt Bazartete), auf einer Meereshöhe von 1139 m. Straßen führen nach Osten zu den Dörfern Fatunero und Manu-Lete und nach Westen in das Dorf Ergoa. Westlich führt eine Abzweigung zum Dorf Ecapo, wo sich der Sitz des Sucos Leorema befindet, und dann weiter in Richtung Gipfel des Foho Cutulau. Nach Süden fällt das Land herab zum Lauf des Gleno, eines Nebenflusses des Lóis. In Urluli befinden sich die Kapelle von Leorema und eine Sendeantenne der Telkomcel.